# 인성정보
인성정보(Insung Information Co., Ltd.)는 대한민국의 IT서비스 기업이다. 본사는 서울특별시 강남구 테헤란로 301 삼정빌딩 9층에 위치해 있으며 대표이사는 원종윤이다.

## 사업
IT 인프라 컨설팅과 네트워크의 통합, 시스템의 구축 등을 제공하고 IPT/IPCC, ERP, CRM, E-Business 등의 솔루션 등을 통합 공급하고 있다.

## 역사
1992년 2월에 설립되었으며 1999년 7월에 상장하였다. 2024년 유상증자(주당 2045원)에 231억원을 조달할 예정이다.

## 참고문헌
1. ↑  한국기업데이터-기술분석보고서, 인성정보 2019년 1월 17일[깨진 링크(과거 내용 찾기)]
2. ↑  권하영, 인성정보, 유상증자 발행가액 최종 확정…231억원 자본조달, 디지털데일리 , 2024-06-18